# Makrozytose
Als Makrozytose (makros, griechisch für groß) bezeichnet man in der Medizin das Auftreten von abnorm großen roten Blutkörperchen (Makrozyten), die sich nach einer Blutentnahme im Blutbild zeigen und deren mittleres Erythrozytenvolumen (MCV) im Vergleich zum Normalfall auf über 98 Femtoliter (fl) erhöht ist. Wenn gleichzeitig eine Blutarmut besteht, spricht man von einer makrozytären Anämie.
Eine Makrozytose wird unter anderem beobachtet:
- während der Behandlung einer Mangelanämie (regenerativ),
- bei Rauchern,
- bei Leberzirrhose,
- bei Alkoholismus auch bis zu vier Monate nach Beendigung des Alkoholkonsums und
- bei Vitamin-B12- oder Folsäure-Mangel.

Bei Tieren können auch myeloproliferative Erkrankungen und Katzenleukämie für eine Makrozytose verantwortlich sein. Bei Welpen ist eine Makrozytose in den ersten Lebenstagen physiologisch.
Als Artefakt kann eine Makrozytose bei überalterten oder geschädigten Proben entstehen.